# Зарудневка (Роменский район)
Зарудневка (укр. Заруднівка) — ликвидированное село, Глинский сельский совет, Роменский район, Сумская область, Украина.
Код КОАТУУ — 5924184402. Население по данным 1984 года составляло 80 человек.
Село ликвидировано в 2007 году.

## Географическое положение
Село Зарудневка находится на правом берегу реки Локня,
выше по течению на расстоянии в 2,5 км расположено село Хоминцы,
ниже по течению на расстоянии в 2 км расположено село Чеберяки.

## История
- 2007 — село ликвидировано[1].